# Spathiphyllum patulinervum
Spathiphyllum patulinervum G.S.Bunting – gatunek wieloletnich, wiecznie zielonych roślin zielnych z rodzaju skrzydłokwiat, z rodziny obrazkowatych, występujący w Ekwadorze, zasiedlający równikowe lasy deszczowe.